# Hephaestion corralensis
Hephaestion corralensis är en skalbaggsart som beskrevs av Philippi F. och Philippi R. 1864. Hephaestion corralensis ingår i släktet Hephaestion och familjen långhorningar. Inga underarter finns listade i Catalogue of Life.